# 本郷町の炭田
本郷町の炭田とは、現在の広島県福山市本郷町、当時の沼隈郡本郷村で、明治から昭和初期にかけて採掘が行われた炭田で、亜炭を産出した。明治31年からと昭和22年から採掘されたが、品質が悪く採算が取れなかったために短期間の操業に留まった。鉱山の正式名称は不明。炭田があった場所は、本郷町の納屋地区の秋葉山（北緯34度28分28.1秒 東経133度14分52.3秒 / 北緯34.474472度 東経133.247861度座標: 北緯34度28分28.1秒 東経133度14分52.3秒 / 北緯34.474472度 東経133.247861度）の南西麓付近とされる。

## 明治の採掘
1898年（明治31年）、尾道市の鳥居家が資本を提供して採掘が始まった。鳥居家の番頭を務めていた小西が現地に常駐し、採炭主任に採用された岡本関太郎が九州北部の炭鉱地帯より数名の熟練炭鉱夫を招いて採掘を開始した。坑道の入り口は、当時三方屋石井氏が所有していた水田に設けられた。坑口があった水田は後に「炭鉱田」と呼ばれた。坑道は炭鉱田から南東方向に向かって小川保氏宅の直下へ本坑が掘削された。本坑の途中からは、右側(東側）に分枝して現在の福山市立本郷小学校方面に向かう坑道があった。坑道の左右に支柱が立てられ板材で合掌組の天井が造られた。壁は8分板が使われた見事な坑道で、必要な木材は小原村の茂七という人物が山から切り出して準備した。鉱夫は小川孫左衛門宅の別棟で生活し、地元の飯炊き係の婦人や水汲係などを加えて総勢20名程で採掘作業を行った。石炭は叺（かます）に入れて大八車で松永駅に運び、鉄道で出荷した。石炭の品質は芳しくなく亜炭が中心であった。品質が悪く出荷できない石炭は、下土井前の本郷川の川原などに投棄された。明治32年の八幡社祭では今津村の衆と喧嘩があり、鉱夫達が短刀を懐に入れて駆けつけるという事件もあった。この時の採掘は1年ほどで中断され炭鉱は休山となった。採掘が打ち切られると、九州から招かれた鉱夫達は本郷村を去り故郷に戻っていった。その際に主任の岡本関太郎を筆頭に数名の鉱夫が、本郷在住の娘を嫁として連れ帰ったことが「ほほえましい出来事」として地誌に記されている。その後、鉱区になっていた水田が陥没する、小川保氏の自宅敷地に窪みができるなど坑道の崩落に伴う被害がでた。

## 昭和の採掘
閉山の48年後の1947年（昭和22年）3月に再び採掘が始まった。戦後のエネルギー源不足により、日本全国で亜炭に採掘が盛んであった時期である。神戸市長田区に在住していた豊島征四郎が経営者となった。現場支配人は小川九一という人物が担った。この時の坑道は、小川九一の自宅裏より掘削し東側と南東側に20間（36.3メートル）ほど掘り進んだ。続いて小川九一宅に西下の小川定の水田の中央に深さ13メートルの井戸を掘り、その井戸の底から東側と南東側に坑道を掘った。12-13人の鉱夫が働き、約500トンを採掘した。この時に採掘された石炭も、明治期の採掘と同様に品質が悪く、亜炭が中心であった。発熱量は1500-2200kcalであったといわれ1トンあたり1500円程度で出荷された。燃料として単独で使用するのではなく、石炭に付け足す形で燃やされ、家庭用燃料として使用されたという。採算性が低いために、この昭和期の操業も1年10か月ほどで終わりを迎え、1948年（昭和23年）12月に閉山した。